# بیسل (کالیفرنیا)
بیسل (به انگلیسی: Bissell) یک منطقهٔ مسکونی در ایالات متحده آمریکا است که در شهرستان کرن، کالیفرنیا واقع شده‌است. بیسل ۷۷۲ متر بالاتر از سطح دریا واقع شده‌است.